# Le Strade Nuove e il sistema dei palazzi dei Rolli di Genova
Le Strade Nuove e il sistema dei palazzi dei Rolli è un sito incluso nel Patrimonio dell'umanità UNESCO situato nel centro storico di Genova (Liguria, Italia).
Le Strade Nuove (Via Giuseppe Garibaldi, già Strada Nuova o Via Aurea, Via Cairoli, già Strada Nuovissima, via Bensa e via Balbi) sono un gruppo di strade costruite dall'aristocrazia genovese tra la seconda metà del Cinquecento e la prima metà del Seicento, quando la Repubblica di Genova era all'apice del suo potere marittimo e finanziario.
I palazzi dei Rolli sono un gruppo di palazzi nobiliari che, al tempo dell'antica Repubblica, erano obbligati, sulla base di un sorteggio pubblico dalle liste degli alloggiamenti pubblici (dette "rolli"), a ospitare le alte personalità che si trovavano a Genova in visita di Stato. Essi comprendono una serie di edifici tardo-rinascimentali e barocchi che hanno, di norma, tre o quattro piani "con spettacolari scaloni aperti, cortili e loggiati che si affacciano su giardini". Molti degli interni, nonostante il trascorrere dei secoli e i pesanti danni dovuti ai bombardamenti su Genova della seconda guerra mondiale, presentano le decorazioni originali dei maggiori autori del manierismo e del barocco genovese. In epoche successive, le medesime abitazioni hanno ospitato viaggiatori illustri che includevano il capoluogo ligure nel loro Grand Tour.

## Sito patrimonio dell'umanità UNESCO
Il 13 luglio 2006, la speciale commissione UNESCO riunita a Vilnius (Lituania) inserì fra i siti Patrimonio dell'umanità con il numero 1211 le Strade Nuove insieme a quarantadue dei centosessantatré palazzi iscritti almeno in una delle cinque liste ufficiali della Repubblica di Genova (Rolli del 1576, 1588, 1599, 1614 e 1644).
I criteri adottati per la selezione furono:
- Criterio (ii): L'insieme delle Strade Nuove e dei palazzi a esse collegate mostra una valenza importante per lo sviluppo dell'architettura e dell'urbanistica del XVI e del XVII secolo. Il loro esempio fu divulgato dalla trattatistica architettonica del tempo, rendendo le Strade Nuove e i palazzi tardo-rinascimentali di Genova un punto di riferimento fondamentale per lo sviluppo dell'architettura manierista e barocca europea.
- Criterio (iv): Le Strade Nuove di Genova costituiscono un esempio eccezionale d'insieme urbano di palazzi aristocratici di grande valore architettonico, che illustra l'economia e la politica della città mercantile di Genova all'apice del suo potere nel XVI e XVII secolo. Il progetto propose uno spirito nuovo e innovativo che caratterizzò il Siglo de los Genoveses (1563 to 1640). Nel 1576, la Repubblica di Genova stabilì delle liste, o Rolli, legalmente vincolanti, che riconoscevano i palazzi più importanti come dimore ufficiali per i visitatori illustri.

Il 20 gennaio 2007 fu posta dall'UNESCO a metà di via Garibaldi una targa con la motivazione:

## Storia
I rolli, termine che nell'italiano moderno corrisponde a ruoli, cioè elenchi, vennero costituiti a partire dal 1576, su disposizione del Senato della Repubblica aristocratica rifondata dal principe e ammiraglio Andrea Doria, che attraverso la sua riforma costituzionale aveva instaurato il dominio oligarchico e il conseguente inserimento della sovranità genovese nell'orbita degli Asburgo.
La minuziosità con cui i rolli furono ideati e compilati, solo pochi decenni dopo la grande ristrutturazione urbanistica di Genova decisa da Doria (che riguardò in particolare fra il 1536 e il 1553 i forti di Genova del XIV secolo), costituisce una precisa e documentata testimonianza di quello che fu il "secolo dei genovesi". Una città di armatori, mercanti e banchieri, in grado di dare alla Repubblica marinara un ruolo di predominanza politico-commerciale sull'intero mar Mediterraneo, e un importante crocevia di principi e sovrani, diplomatici e autorità ecclesiastiche.
Nei rolli riguardanti gli "alloggiamenti pubblici", gli edifici erano catalogati in base al loro prestigio: il primo venne redatto nel 1576 ed elencava 52 edifici; i successivi vennero redatti negli anni 1588, 1599, 1614 e 1664. In ogni rollo gli edifici erano suddivisi in tre o più categorie, a seconda delle dimensioni e capienza, per ospitare personalità in visita. Alle categorie corrispondevano dei bussoli, dai quali venivano estratti gli edifici destinati a ospitare le personalità.
Di seguito la rappresentazione in forma di tabella dei bussoli e della loro composizione nel tempo.
| Bussolo | 1576 | 1588 | 1599 | 1614 | 1664 |
| ------- | ---- | ---- | ---- | ---- | ---- |
| I       | 18   | 3    | 22   | 40   | 16   |
| II      | 34   | 26   | 28   | 56   | 23   |
| III     | -    | 82   | 81   | -    | 30   |
| IV      | -    | -    | 19   | -    | 26   |
|         | 52   | 111  | 150  | 96   | 95   |

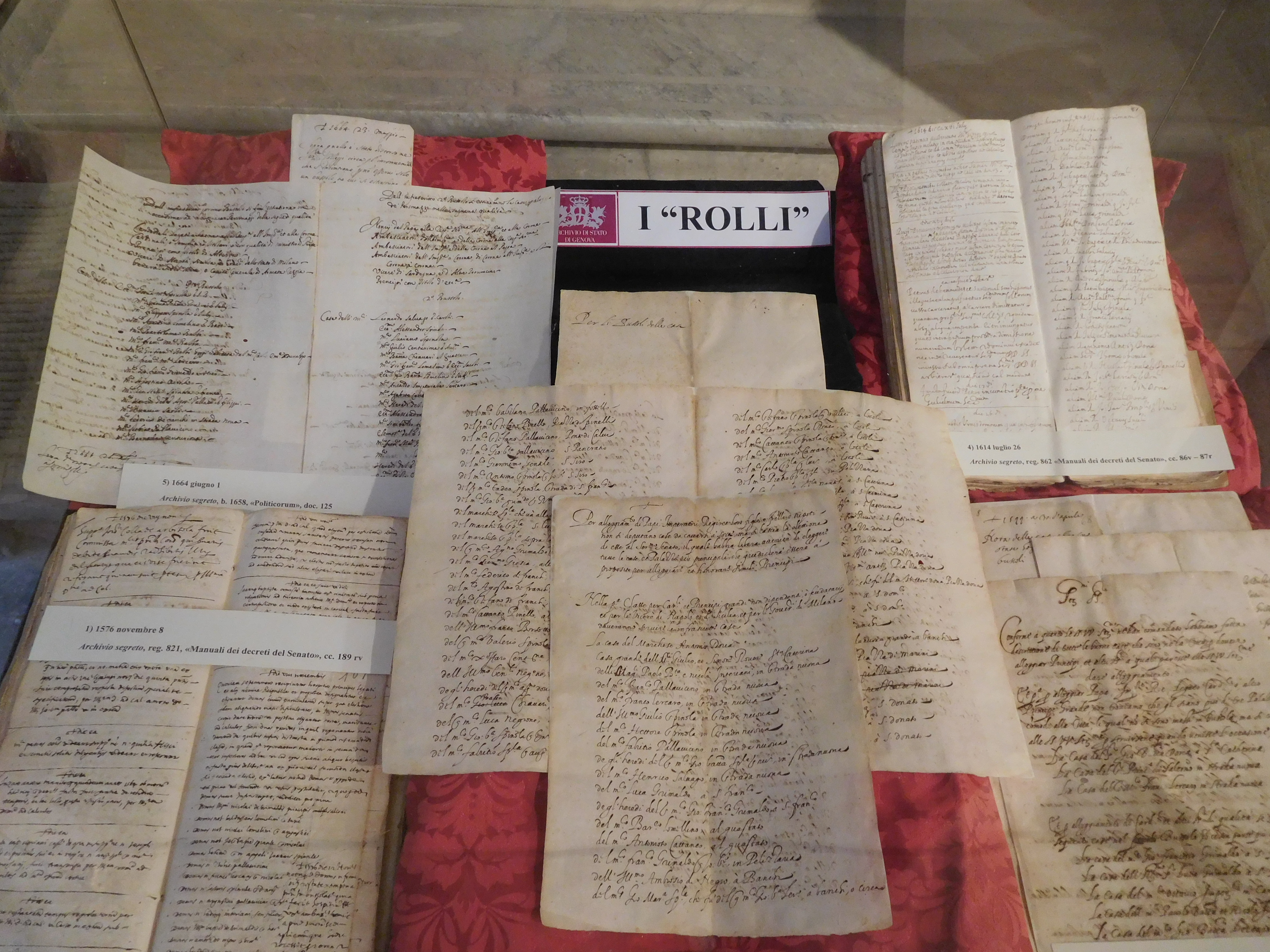
I documenti dei Rolli

Solo tre erano i palazzi che potevano ospitare alti dignitari, o comunque le più alte cariche, ed erano: le abitazioni di Gio Batta D'Oria, in salita Santa Caterina, il Palazzo di Nicolò Grimaldi (palazzo Tursi) e il Palazzo di Franco Lercari, in Strada Nuova (successivamente via Garibaldi). Nelle disposizioni dei rolli si precisava che tali abitazioni erano riservate a «Papa, Imperatore re e legato Cardinali o altro Principe».
Nel 1622 il pittore fiammingo Peter Paul Rubens pubblicò ad Anversa il libro Palazzi di Genova, illustrando alcuni dei più importanti palazzi dei Rolli, da lui considerati il più elegante modello di residenza del perfetto gentiluomo europeo, con tavole dedicate alle facciate, alle piante, alla struttura architettonica.

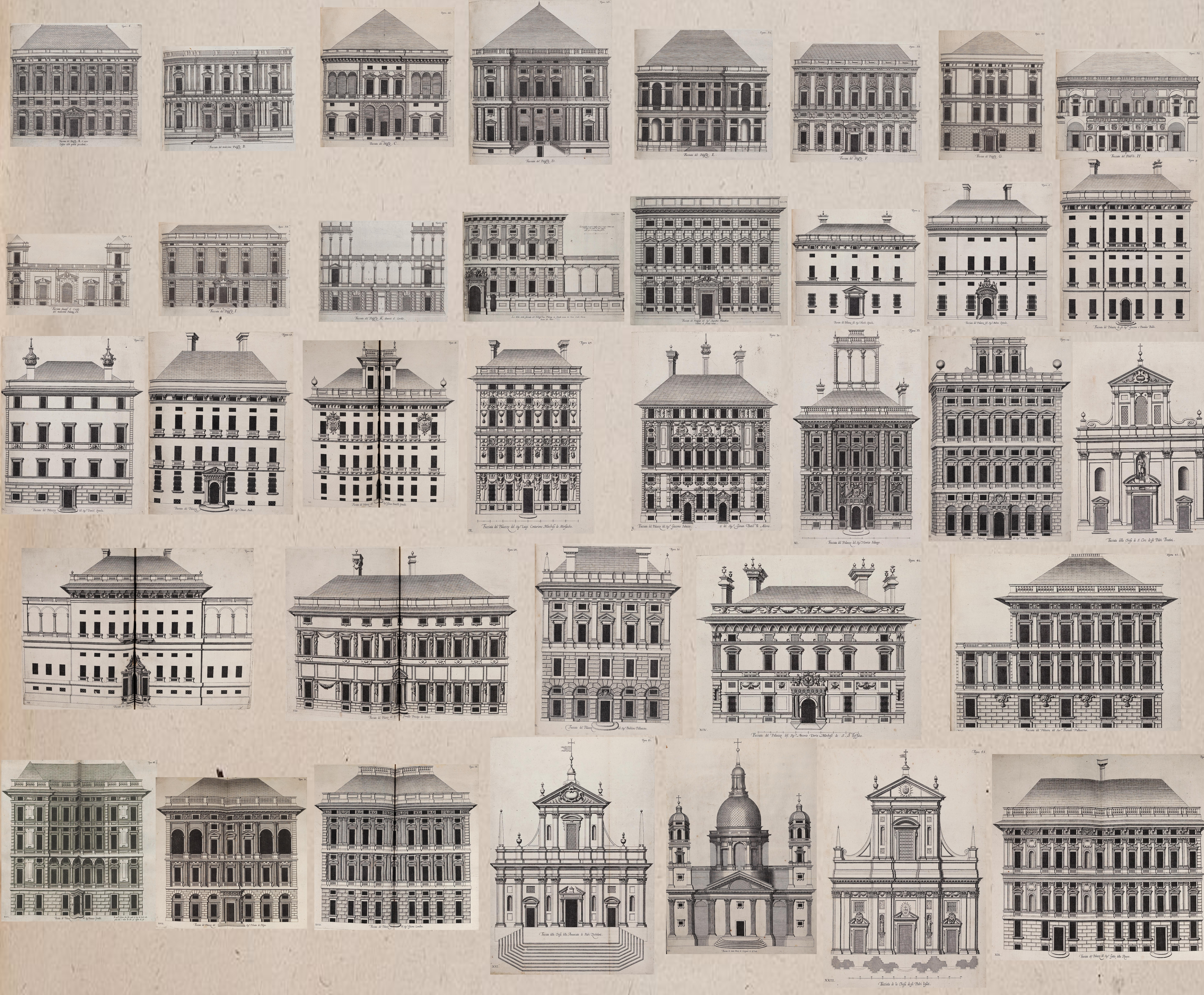
Incisioni dei Palazzi di Genova di Peter Paul Rubens

Scrive quasi trecento anni dopo lo scrittore francese Stendhal (1783-1842), quando l'uso dei rolli era ormai caduto in disuso:
(Stendhal, Memoires d'un touriste, 1838)
Se il celebre scrittore non nasconde la sua frustrazione per la difficoltà ad accedere alle abitazioni più nobili di un certo patriziato genovese, è altresì da notare come la consapevolezza di disporre di un patrimonio d'arte e urbanistico di assoluto valore fosse tale da indurre gli abitanti più potenti e influenti della Genova di allora a organizzare un vero e proprio censimento dello status abitativo, non solo e non tanto per definirne inequivocabilmente i limiti di proprietà, ma anche per meglio organizzarne un adeguato utilizzo.

## I palazzi dei rolli inclusi nel sito patrimonio dell'umanità UNESCO
I palazzi compresi nell'elenco del patrimonio dell'Umanità dell'UNESCO sono quarantadue e sono individuati sulla base della loro rilevanza e conservazione, di seguito l'elenco con la numerazione riportata sui documenti UNESCO e l'indicazione del rollo e bussolo nel quale erano elencati:
| N. | Immagine | Palazzo                                                          | Ubicazione                   | Primo intestatario del palazzo           | Rollo (bussolo) | Rollo (bussolo) | Rollo (bussolo) | Rollo (bussolo) | Rollo (bussolo) |
| N. | Immagine | Palazzo                                                          | Ubicazione                   | Primo intestatario del palazzo           | 1576            | 1588            | 1599            | 1614            | 1664            |
| -- | -------- | ---------------------------------------------------------------- | ---------------------------- | ---------------------------------------- | --------------- | --------------- | --------------- | --------------- | --------------- |
| 1  |          | Palazzo Antonio Doria (o Doria Spinola)                          | largo Lanfranco, 1           | Antonio Doria                            | -               | 1               | 1               | 1               | 3               |
| 2  |          | Palazzo Clemente della Rovere                                    | piazza Rovere, 1             | Clemente Della Rovere                    | -               | 2               | 1               | 1               | 1               |
| 3  |          | Palazzo Giorgio Spinola                                          | salita S. Caterina, 4        | Giorgio Spinola                          | -               | 3               | 3               | -               | 1               |
| 4  |          | Palazzo Tommaso Spinola                                          | salita S. Caterina, 3        | Tommaso Spinola                          | -               | -               | -               | -               | 3               |
| 5  |          | Palazzo Giacomo Spinola                                          | piazza Fontane Marose, 6     | Giacomo Spinola                          | 2               | 3               | 2               | 1               | 3               |
| 6  |          | Palazzo Agostino Ayrolo (o Ayrolo Negrone)                       | piazza Fontane Marose, 3-4   | Agostino Ayrolo                          | -/-             | 3/3             | 3/3             | 2/-             | -/3             |
| 7  |          | Palazzo Paolo e Niccolò Interiano                                | piazza Fontane Marose, 2     | Paolo e Nicolò Interiano                 | 1               | 2               | 1               | 1               | 3               |
| 8  |          | Palazzo Agostino Pallavicino (o Pallavicini-Cambiaso)            | via Giuseppe Garibaldi, 1    | Agostino Pallavicini                     | 1               | 2               | 1               | 1               | 1               |
| 9  |          | Palazzo Pantaleo Spinola                                         | via Giuseppe Garibaldi, 2    | Pantaleo Spinola                         | 1               | 2               | 1               | 1               | 2               |
| 10 |          | Palazzo Franco Lercari (o Lercari-Parodi)                        | via Giuseppe Garibaldi, 3    | Franco Lercari                           | 1               | 1               | 1               | 1               | 1               |
| 11 |          | Palazzo Tobia Pallavicino                                        | via Giuseppe Garibaldi, 4    | Thobia Pallavicini                       | 1               | 2               | 1               | 1               | 1               |
| 12 |          | Palazzo Angelo Giovanni Spinola                                  | via Giuseppe Garibaldi, 5    | Angelo Giovanni Spinola                  | 1               | 2               | 1               | 1               | 1               |
| 13 |          | Palazzo Gio Battista Spinola                                     | via Giuseppe Garibaldi, 6    | Gio Battista Spinola                     | 1               | 2               | 1               | 1               | 1               |
| 14 |          | Palazzo Nicolosio Lomellino (o Palazzo Podestà)                  | via Giuseppe Garibaldi, 7    | Nicolosio Lomellini                      | 1               | 2               | 2               | 1               | 1               |
| 15 |          | Palazzo Lazzaro e Giacomo Spinola (o Cattaneo-Adorno)            | via Giuseppe Garibaldi, 8-10 | Lazzaro e Giacomo Spinola                | 1               | 2               | 2               | 1               | 1               |
| 16 |          | Palazzo Niccolò Grimaldi (o Palazzo Tursi)                       | via Giuseppe Garibaldi, 9    | Nicolò Grimaldi                          | 1               | 1               | -               | 1               | -               |
| 17 |          | Palazzo Baldassarre Lomellini                                    | via Giuseppe Garibaldi 12    | Baldassarre Lomellini                    | 1               | 2               | 1               | 1               | 2               |
| 18 |          | Palazzo Luca Grimaldi (o Palazzo Bianco)                         | via Giuseppe Garibaldi, 11   | Luca Grimaldi                            | 2               | 2               | 1               | 1               | 1               |
| 19 |          | Palazzo Francesco Ridolfo Brignole Sale (o Palazzo Rosso)        | via Giuseppe Garibaldi 18    | Rodolfo e Francesco Brignole Sale        | ?               | ?               | ?               | ?               | ?               |
| 20 |          | Palazzo Gerolamo Grimaldi                                        | Gerolamo Grimaldi            | salita S. Francesco, 4                   | -               | 2               | 1               | 1               | 1               |
| 21 |          | Palazzo Gio Carlo Brignole                                       | piazza Meridiana, 2          | Gio Carlo Brignole                       | -               | -               | -               | -               | 3               |
| 22 |          | Palazzo Bartolomeo Lomellini                                     | largo Zecca, 4               | Bartolomeo Lomellini                     | -               | 2               | 1               | -               | 1               |
| 23 |          | Palazzo Stefano Lomellini (o Lomellini-Doria Lamba)              | via Cairoli, 18              | Stefano Lomellini                        | -               | 3               | 4               | 1               | 4               |
| 24 |          | Palazzo Giacomo Patrone Lomellini (con Palazzo De Marini-Spinola | largo Zecca, 2               | Giacomo Lomellini (e Cattaneo De Marini) | -/(-)           | 3/(-)           | 3/(-)           | 2/(1)           | 2/(2)           |
| 25 |          | Palazzo Antoniotto Cattaneo (o Belimbau)                         | piazza della Nunziata, 2     | Antoniotto Cattaneo                      | -               | 3               | 1               | 1               | 1               |
| 26 |          | Palazzo Gio Agostino Balbi                                       | via Balbi,1                  | G. Agostino Balbi                        | -               | 3               | 1               | 1               | 1               |
| 27 |          | Palazzo Gio Francesco Balbi                                      | via Balbi, 2                 | Gio Francesco Balbi                      | 3               | -               | 2               | -               | 1               |
| 28 |          | Palazzo di Giacomo e Pantaleo Balbi (o Balbi-Senarega)           | via Balbi, 4                 | Giacomo e Pantaleo Balbi                 | -               | -               | -               | -               | 1               |
| 29 |          | Palazzo Francesco Maria Balbi Piovera                            | via Balbi, 6                 | Francesco Balbi Piovera                  | -               | -               | -               | -               | 2               |
| 30 |          | Palazzo Stefano Balbi (o Palazzo Reale)                          | via Balbi, 10                | Stefano Balbi                            | -               | -               | -               | -               | 2               |
| 31 |          | Palazzo Cosmo Centurione                                         | via Lomellini, 8             | Cosma Centurione                         | -               | -               | 3               | 2               | 2               |
| 32 |          | Palazzo Giorgio Centurione                                       | via Lomellini, 5             | Giorgio Centurione                       | -               | -               | 2               | 1               | -               |
| 33 |          | Palazzo Gio Battista Centurione                                  | piazza Fossatello, 3         | Gio Battista Centurione                  | -               | -               | -               | -               | 2               |
| 34 |          | Palazzo Cipriano Pallavicini                                     | piazza Fossatello, 2         | Cipriano Pallavicini                     | -               | -               | 3               | 1               | -               |
| 35 |          | Palazzo Nicolò Spinola                                           | via S. Luca, 14              | Nicolò Spinola                           | -               | 3               | 3               | -               | -               |
| 36 |          | Palazzo Francesco Grimaldi (o Spinola di Pellicceria)            | piazza Pellicceria, 1        | Francesco Grimaldi                       | -               | -               | 1               | 1               | 4               |
| 37 |          | Palazzo Gio Battista Grimaldi                                    | vico S. Luca, 4              | Gio Battista Grimaldi                    | 2               | 3               | 3               | 2               | 2               |
| 38 |          | Palazzo Gio Battista Grimaldi                                    | piazza S. Luca, 2            | Gio Battista Grimaldi                    | 1               | 3               | 3               | 2               | -               |
| 39 |          | Palazzo Stefano De Mari                                          | via S. Luca, 5               | Stefano De Mari                          | -               | 3               | 2               | 1               | 3               |
| 40 |          | Palazzo Ambrogio De Nigro                                        | via S. Luca, 2               | Ambrogio Di Negro                        | 1               | 2               | 1               | 1               | 3               |
| 41 |          | Palazzo Emanuele Filiberto Di Negro                              | via al Ponte Reale, 2        | Emanuele Filiberto Di Negro              | 2               | -               | -               | 2               | 3               |
| 42 |          | Palazzo Croce De Marini                                          | piazza De Marini, 1          | Croce De Marini                          | -               | -               | 3               | -               | 2               |

## Gli altri palazzi dei Rolli non inclusi nel sito patrimonio dell'umanità UNESCO
Questi sono i Palazzi dei Rolli che ancora conservano la loro struttura originaria ma che non sono stati inseriti nel Sito Patrimonio dell'Umanità dell'UNESCO:
|    | Intestatario del palazzo          | Ubicazione                        | Palazzo                                      | Fotografia |
| -- | --------------------------------- | --------------------------------- | -------------------------------------------- | ---------- |
| 1  | Ottavio Imperiale                 | Piazza Campetto, 2, Genoa         | Palazzo Ottavio Imperiale                    |            |
| 2  | Gio. Vincenzo Imperiale           | Piazza Campetto 8A                | Palazzo Gio Vincenzo Imperiale               |            |
| 3  |                                   | Largo G. A. Sanguineti 11         | Palazzo Senarega-Zoagli                      |            |
| 4  |                                   | Piazza Cattaneo 26                | Palazzo Cattaneo Della Volta                 |            |
| 5  | Giulio Pallavicini                | Piazza De Ferrari 2               | Palazzo Giulio Pallavicini                   |            |
| 6  | Agostino Spinola                  | Piazza De Ferrari 3               | Palazzo Agostino Spinola                     |            |
| 7  | Pietro Durazzo                    | Piazza De Marini 4                | Palazzo Pietro Durazzo                       |            |
| 8  | Nicolò Lomellini                  | Piazza della Nunziata 5           | Palazzo Nicolò Lomellini                     |            |
| 9  | Cristoforo Spinola                | Piazza della Nunziata 6           | Palazzo Cristoforo Spinola                   |            |
| 10 | Bernardo e Giuseppe De Franchi    | Piazza della Posta Vecchia 2      | Palazzo Bernardo e Giuseppe De Franchi       |            |
| 11 | Agostino De Franchi               | Piazza della Posta Vecchia 3      | Palazzo Agostino De Franchi                  |            |
| 12 | Domenico Grillo                   | Piazza delle Vigne 4              | Palazzo Domenico Grillo                      |            |
| 13 |                                   | Piazza delle Vigne 6              | Palazzo Agostino Doria                       |            |
| 14 | Pietro Spinola                    | Piazza di Pellicceria 3           | Palazzo Pietro Spinola di San Luca           |            |
| 15 | Giulio Sale                       | Piazza Embriaci 5                 | Palazzo Giulio Sale                          |            |
| 16 |                                   | Piazza Fontane Marose 1           | Palazzo Spinola di Luccoli-Balestrino        |            |
| 17 | Marc'Antonio Giustiniani          | Piazza Giustiniani 6              | Palazzo Marcantonio Giustiniani              |            |
| 18 | Lorenzo Cattaneo                  | Piazza Grillo Cattaneo 1          | Palazzo Lorenzo Cattaneo                     |            |
| 19 | Lazzaro Grimaldi                  | Piazza Inferiore di Pellicceria 1 | Palazzo Lazzaro Grimaldi                     |            |
| 20 |                                   | Piazza Luccoli 2                  | Palazzo De Mari                              |            |
| 21 |                                   | Piazza Pinelli 2                  | Palazzo Pinelli-Parodi                       |            |
| 22 | Agostino e Giacomo Salvago        | Piazza San Bernardo 26            | Palazzo Salvaghi                             |            |
| 23 | Paolo De Benedetti                | Piazza San Donato 21              | Palazzo Paolo De Benedetti                   |            |
| 24 |                                   | Piazza San Giorgio 32             | Palazzo Basadonne                            |            |
| 25 | Giorgio Doria                     | Piazza San Matteo 14              | Palazzo Giorgio Doria                        |            |
| 26 | Marc'Aurelio Rebuffo              | Piazza Santa Sabina 2             | Palazzo Marc'Aurelio Rebuffo                 |            |
| 27 | Antonio Sauli                     | Piazza Sauli 3                    | Palazzo Antonio Sauli                        |            |
| 28 | Gio. Batta Senarega               | Piazza Senarega 1                 | Palazzo Gio Batta Senarega                   |            |
| 29 |                                   | Salita di San Matteo 19           | Palazzo Doria-Danovaro                       |            |
| 30 |                                   | Salita di Santa Caterina 1        | Palazzo Spinola di Luccoli-Cervetto          |            |
| 31 | Luciano Spinola                   | Salita di Santa Caterina 2        | Palazzo Luciano Spinola di Luccoli           |            |
| 32 |                                   | Salita di Santa Caterina 5        | Palazzo Spinola-Celesia                      |            |
| 33 | Agostino e Benedetto Viale        | Salita Pollaioli 12               | Palazzo Agostino e Benedetto Viale           |            |
| 34 |                                   | Via A. Gramsci 3                  | Palazzo Lomellini-Serra                      |            |
| 35 |                                   | Via al Ponte Calvi 3              | Palazzo Pallavicini-Fabiani                  |            |
| 36 |                                   | Via al Ponte Reale 1              | Palazzo Adorno                               |            |
| 37 | Gio. Andrea Cicala                | Via Canneto il Lungo 17           | Palazzo Gio Andrea Cicala                    |            |
| 38 | Agostino Calvi Saluzzo            | Via Canneto il Lungo 21           | Palazzo Agostino Calvi Saluzzo               |            |
| 39 |                                   | Via Canneto il Lungo 27           | Palazzo Fieschi-Crosa di Vergagni            |            |
| 40 |                                   | Via Canneto il Lungo 6            | Palazzo De Franchi-Pittaluga                 |            |
| 41 | Gio. Battista Saluzzo             | Via Chiabrera 7                   | Palazzo Gio Battista Saluzzo                 |            |
| 42 |                                   | Via David Chiossone 14            | Palazzo Doria-Serra                          |            |
| 43 |                                   | Via David Chiossone 4             | Palazzo Grimaldi                             |            |
| 44 |                                   | Via degli Orefici 7               | Palazzo Lercari-Spinola                      |            |
| 45 | Vincenzo Giustiniani Banca        | Via dei Giustiniani 11            | Palazzo Vincenzo Giustiniani Banca           |            |
| 46 | Gaspare Basadonne                 | Via dei Giustiniani 3             | Palazzo Gaspare Basadonne                    |            |
| 47 | Bartolomeo Invrea                 | Via del Campo 10                  | Palazzo Bartolomeo Invrea                    |            |
| 48 |                                   | Via del Campo 12                  | Palazzo Durazzo-Cattaneo Adorno              |            |
| 49 | Antonio Doria Invrea              | Via del Campo 9                   | Palazzo Antonio Doria Invrea                 |            |
| 50 | Francesco Borsotto                | Via della Maddalena 29            | Palazzo Francesco Borsotto                   |            |
| 51 | Jacopo Spinola                    | Via della Posta Vecchia 16        | Palazzo Jacopo Spinola                       |            |
| 52 |                                   | Via Luccoli 22                    | Palazzo Tommaso Franzone                     |            |
| 53 | Daniele Spinola                   | Via Luccoli 23                    | Palazzo Spinola Franzone                     |            |
| 54 | Filippo Lomellini                 | Via Paolo Emilio Bensa 1          | Palazzo Filippo Lomellini                    |            |
| 55 | Marc'Antonio Sauli                | Via San Bernardo 19               | Palazzo Marcantonio Sauli                    |            |
| 56 |                                   | Via San Bernardo 21               | Palazzo Alessandro Giustiniani               |            |
| 57 | Bendinelli Sauli                  | Via San Lorenzo 12                | Palazzo Bendinelli Sauli                     |            |
| 58 | Sinibaldo Fieschi                 | Via San Lorenzo 17                | Palazzo Sinibaldo Fieschi                    |            |
| 59 | Orazio e G. Fran.co De Franceschi | Via San Lorenzo 19                | Palazzo Orazio e Gio Francesco De Franceschi |            |
| 60 | Giovanni Battista Centurione      | Via San Lorenzo 5                 | Palazzo Centurione-Gavotti                   |            |
| 61 |                                   | Via San Lorenzo 8                 | Palazzo Durazzo-Zoagli                       |            |
| 62 |                                   | Via San Luca 4                    | Palazzo Spinola di San Luca-Gentile          |            |
| 63 |                                   | Via San Luca 6                    | Palazzo Spinola di San Luca                  |            |
| 64 | Gerolamo Pallavicini              | Via XXV Aprile 12                 | Palazzo Gerolamo Pallavicini                 |            |
| 65 | Giovanni Garibaldi                | Vico Carmagnola 7                 | Palazzo Giovanni Garibaldi                   |            |
| 66 |                                   | Vico dei Ragazzi 6                | Palazzo Sauli                                |            |
| 67 |                                   | Vico del Fieno 2                  | Palazzo Chiavari-Calcagno                    |            |
| 68 | Brancaleone Grillo                | Vico Delle Mele 6                 | Palazzo Brancaleone Grillo                   |            |
| 69 |                                   | Vico Falamonica 1                 | Palazzo Doria-Centurione                     |            |
| 70 | Nicola Grimaldi                   | Vico San Luca 2                   | Palazzo Nicola Grimaldi                      |            |
| 71 |                                   | Vico Scuole Pie 1                 | Palazzo Cicala-Raggio                        |            |
| 72 |                                   | Via Lomellini 15                  | Palazzo Lomellini-Dodero                     |            |
| 73 | Carlo Leopoldo Doria              | Piazza De Ferrari 4               | Palazzo Doria De Fornari                     |            |

## I Rolli Days
In seguito all'iscrizione del sistema dei Rolli al patrimonio UNESCO, è stata istituita dal 2009 la manifestazione dei Rolli Days. Una rassegna di alcune giornate in cui i palazzi, sia quelli pubblici sia quelli privati, sono aperti al pubblico e resi visitabili. Vengono realizzati appositi percorsi guidati in città e studenti, dottorandi e ricercatori dell'Università degli Studi di Genova illustrano i singoli palazzi ai visitatori.
Si svolgono annualmente in due fine settimana, ad aprile e ottobre. Nel 2016, per festeggiare il decennale del riconoscimento dei Rolli da parte dell'UNESCO, le edizioni sono state tre (aprile, maggio e ottobre).
La manifestazione ha riscosso successo fin dalle prime edizioni e il numero di visitatori è aumentato nel corso degli anni, arrivando a superare le 150.000 presenze nelle edizioni 2015. Anche il numero di palazzi visitabili è cresciuto, con il coinvolgimento di un numero maggiore di proprietari e associazioni. L'apertura straordinaria ha coinvolto anche palazzi esterni al sistema dei Rolli, chiese e ville nobiliari, anche in periferia.